# Học viện âm nhạc ở Łódź
Học viện âm nhạc ở Łódź (tiếng Ba Lan: Akademia Muzyczna im. Grażyny i Kiejstuta Bacewiczów w Łodzi Grayny i Kiejstuta Bacewiczów w Łodzi), là một tổ chức giáo dục đại học do chính phủ tài trợ ở thành phố Łódź, Ba Lan. Nó được tạo ra vào đầu thế kỷ 20 với tên gọi Nhạc viện Helena Kijeńska-Dobkiewicz. Sau Thế chiến II, Học viện được tái hoạt động và trở thành Nhạc viện Nhà nước (18 tháng 4 năm 1945). Nó được tái cấu trúc thành Học viện Âm nhạc theo Đạo luật của Quốc hội Ba Lan năm 1982. Từ năm 1999, trường được đặt theo tên của một trong những Hiệu trưởng của nó, là Học viện Âm nhạc Grażyna và Kiejstut Bacewicz. 
Trong số các hiệu trưởng cũ của Học viện,có những ngôi sao sáng của nền âm nhạc Ba Lan như Kazimierz Wiłkomirski (1945-1947), nghệ sĩ cello, nhà soạn nhạc, nhạc trưởng và anh trai của Wanda Wiłkomirska, cũng như Kazimierz Sikorski (1947-1954), Polonia Restituta (1937), nhà soạn nhạc các bản giao hưởng, nhạc kịch và bản hòa tấu.

## Khoa
Mỗi khoa trong bốn khoa của Học viện được chia thành nhiều khoa và viện:
- Sáng tác và lý thuyết âm nhạc (Wydział Kompozycji, Teorii Muzyki, Rytmiki i Edukacji Artystycznej)
- Piano, organ và nhạc cụ cổ điển (Wydział Fortepianu, Organów, Klawesynu i instrumentów Dawnych)
- Nhạc không lời (Wydział instrumentalny)
- Giọng và diễn xuất (Wydział Wokalno-Aktorki)